# Джакометти, Джованни
Джова́нни Джакоме́тти (ит. Giovanni Giacometti, 7 марта 1868 г. Стампа — 25 июня 1933 г. Глион) — швейцарский художник и график. Отец Альберто и Бруно Джакометти.

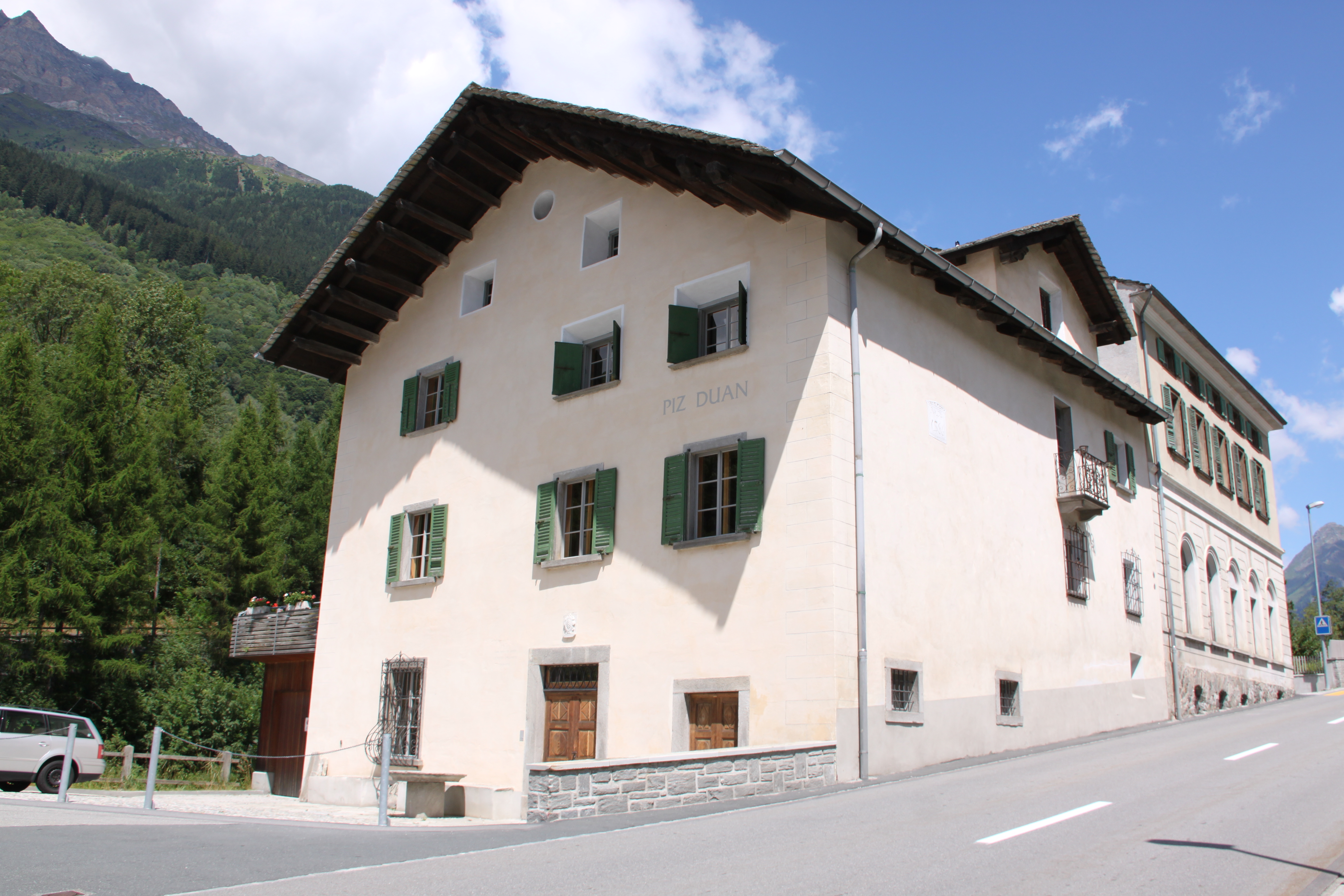
Родной дом Джованни Джакометти в Стампе, Швейцария

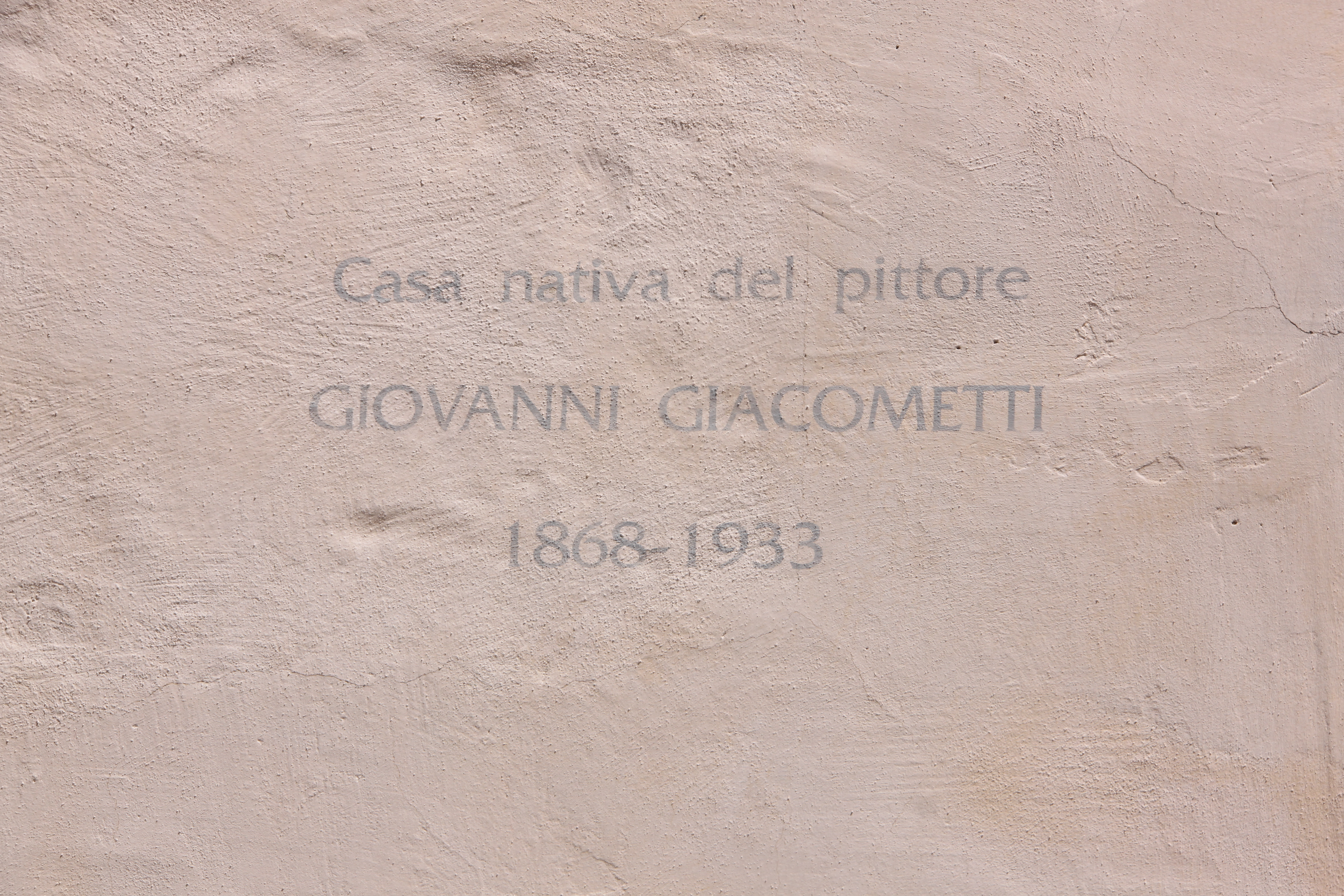
Надпись на стене родного дома Джованни Джакометти в Стампе, Швейцария

## Жизнь и творчество
Он был четвертым в семье из восьми детей. Его отец, Альберто, был пекарем, который также управлял кафе. Художник Аугусто Джакометти был его двоюродным братом. Начальное образование получил в Chur. Именно там он проявил интерес к искусству, наблюдая скульптуры на мраморных работах Бьянки. 
Джованни Джакометти изучал живопись в Мюнхене (в 1886—1887 годах) и в Париже, в Академии Жюлиана (в 1888—1891 годах), у Адольфа Бугро и Жозефа Робер-Флёри. На его творчество оказали влияние фовизм, работы Сезанна, Ван Гога, Куно Амье и Джованни Сегантини. Сегантини оказывал покровительство Джакометти, жившему с 1894 года на юго-востоке Швейцарии, в селении Малоя.
Картины Джованни Джакометти написаны преимущественно в импрессионистском стиле; художник также отдал дань увлечению символизмом. Рисовал пейзажи, был мастером портретной живописи. Полотна Джакометти можно увидеть в большинстве швейцарских художественных музеев.

## Галерея

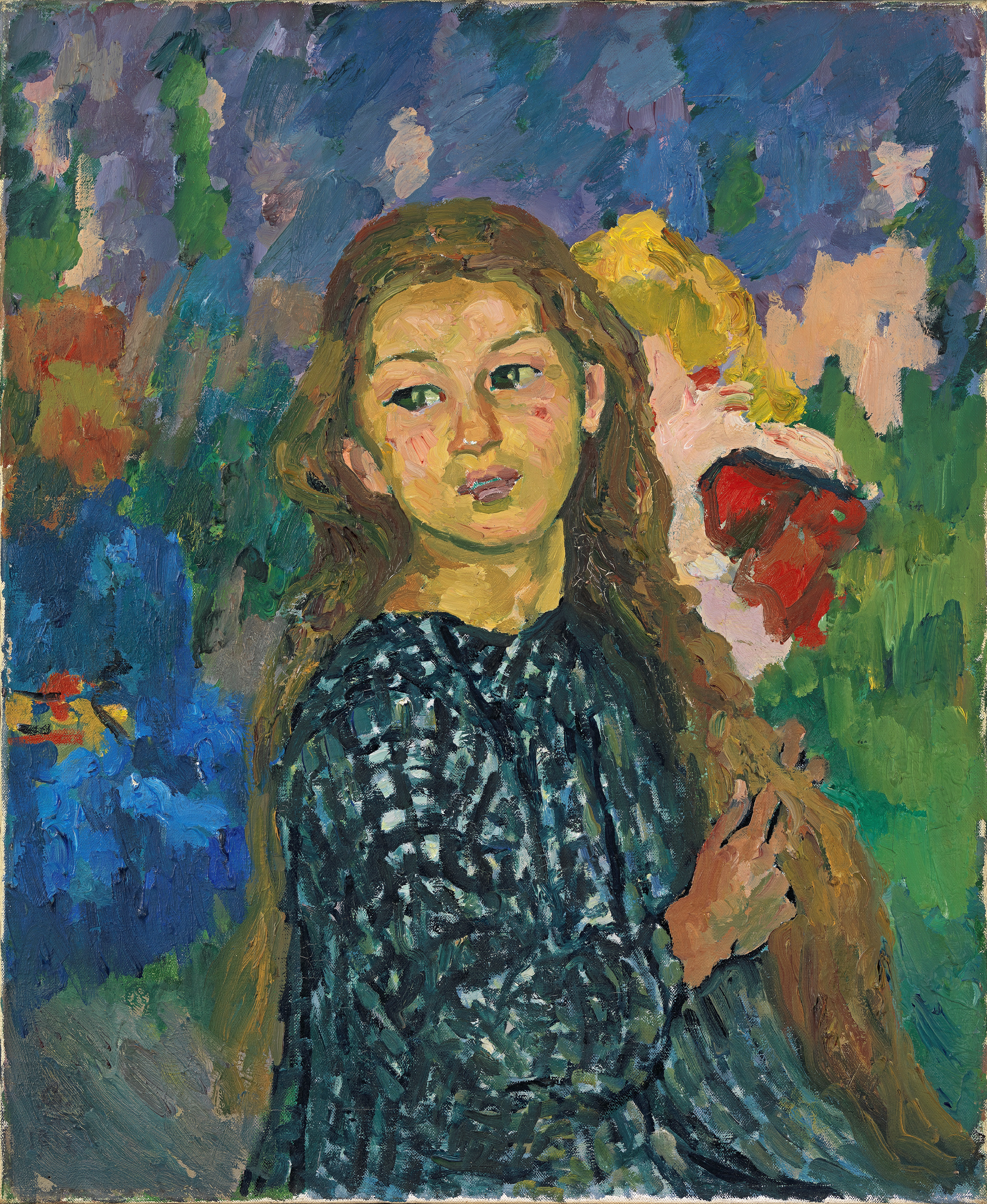
Портрет Отиллии Джакометти. 1912
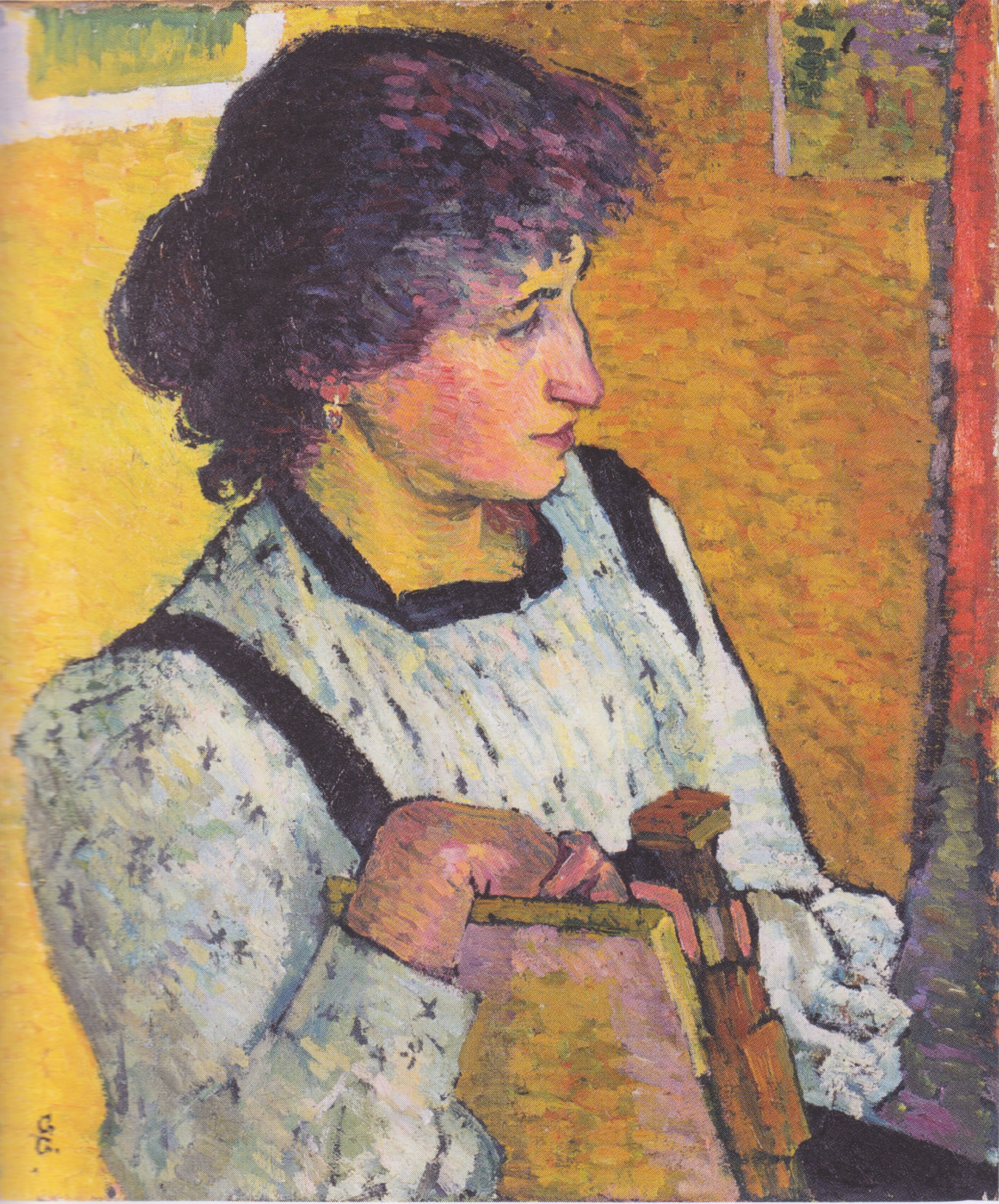
Анетта. 1911
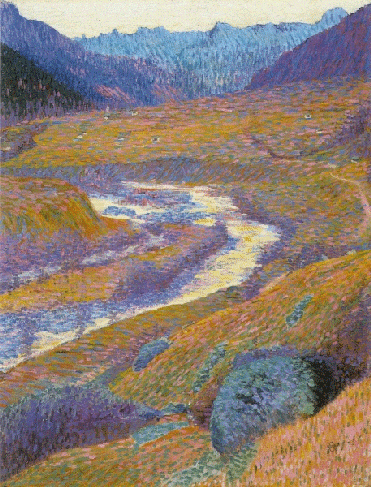
Осенний вечер. 1903
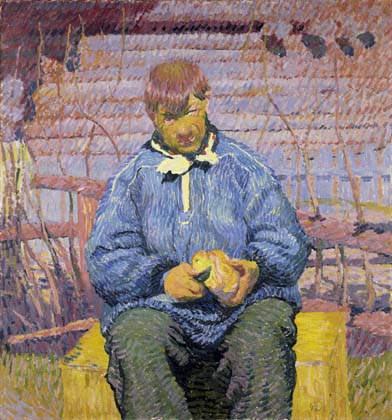
Хлеб. 1908. Музей искусств. Базель
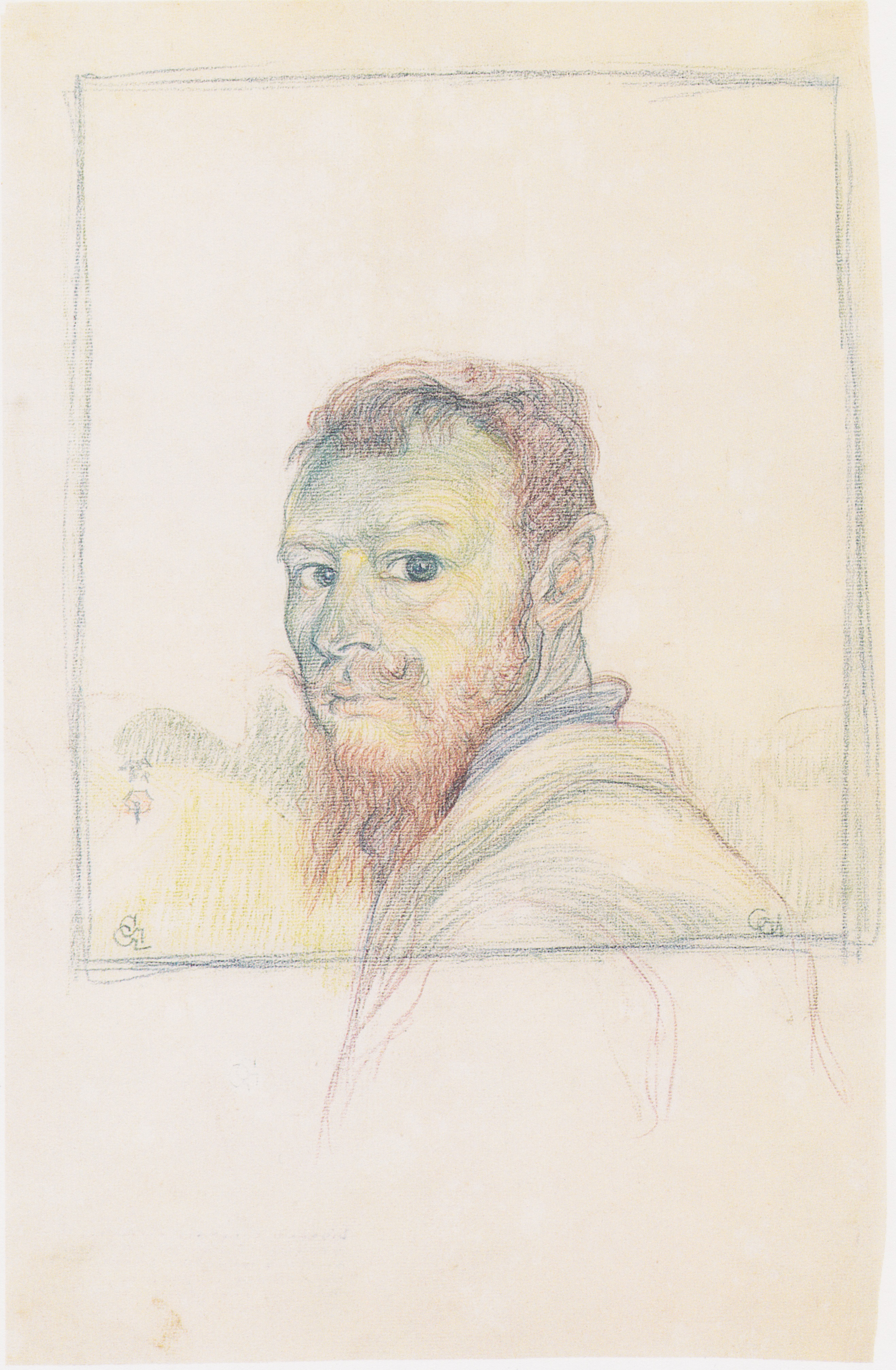
Автопортрет. 1898
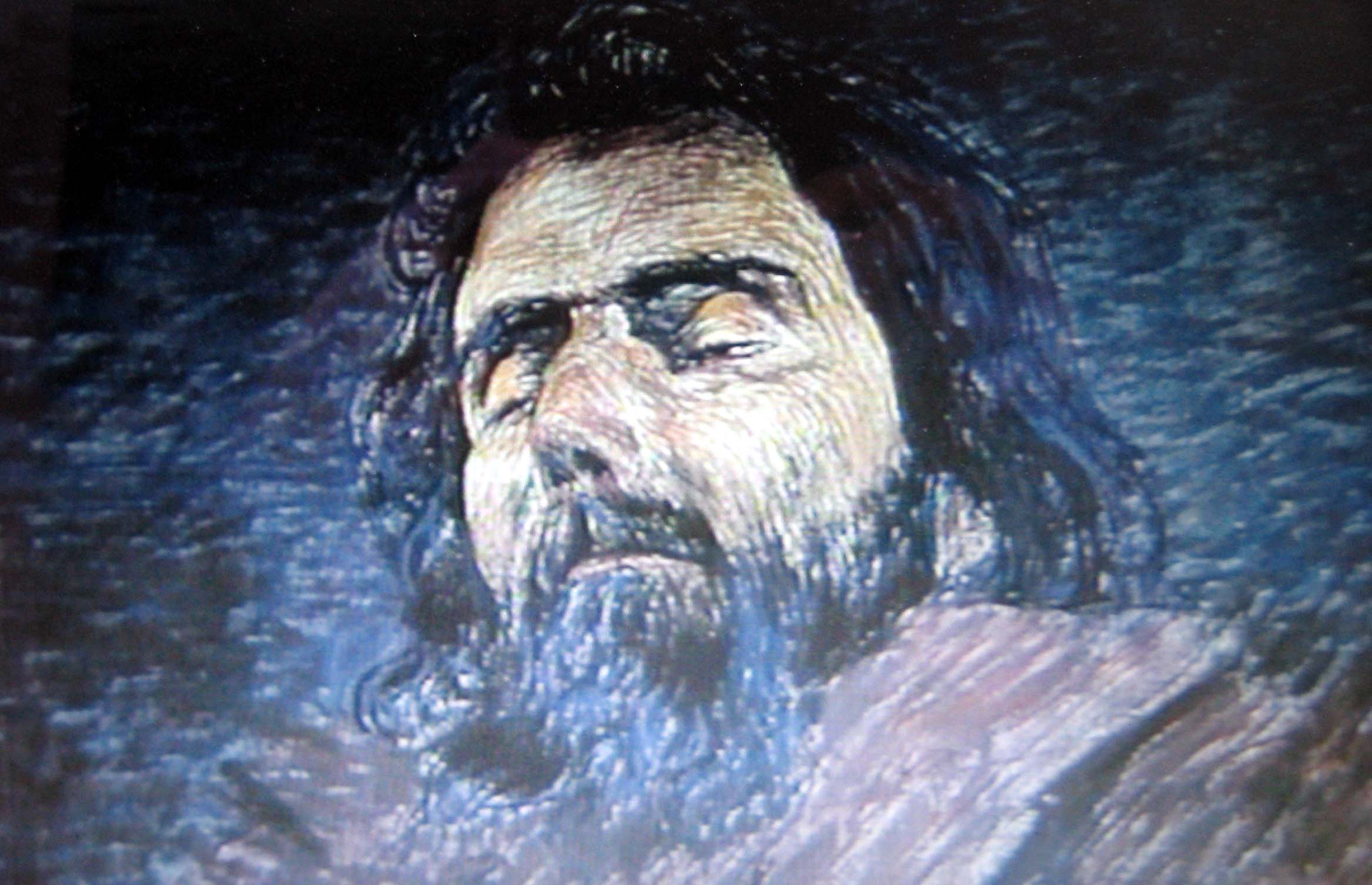
Портрет мертвого Сегантини. 1899
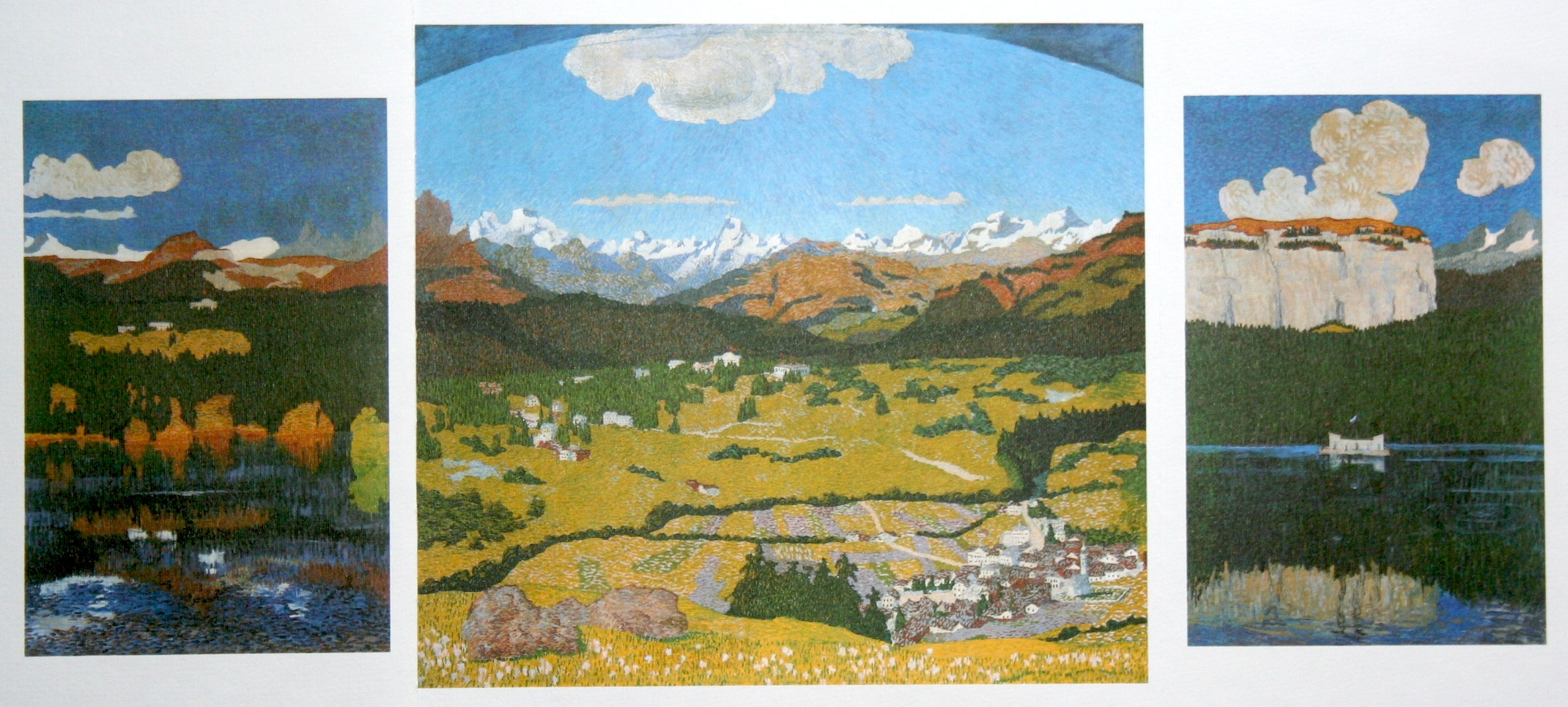
Панорама. 1904

- Джованни Джакометти:  - Медиафайлы на Викискладе